# タラスコ族
タラスコ族（タラスコぞく、Tarascans、）は、メキシコに住む部族。自称はプレペチャ族（endonym P'urhépecha /[pʰuˈɽepet͡ʃa]/）。

## 居住地
メキシコ南西部にあるミチョアカン州内、東はパツクアロ湖から、西は鉄道路線であるロスレイエス線にかけて広がる森林に覆われた山岳地帯に住んでいる。山間部では年間760mm強しか雨が降らないので、乾期になるとたいがいの村が極端な水不足に悩まされることになる。このとき、遠くにある泉や小川から水を汲んでくるのは女性の仕事である。
タラスコ族の村は山の合間に散在しており、どの村も大きさはまちまちながら畑に隣接している。昔は畑を共有していた村が多かったが、19世紀から20世紀のはじめにかけて、畑の所有権は次第に金持ちや実力者に移っていった。しかし、1910年のメキシコ革命に伴って農地改革が行われた結果、約半数の村がエヒードという村共有の畑を持つに至っている。

## 歴史
紀元14世紀、タラスコ族は自分たちのタラスコ帝国をパツクアロ湖畔にうちたて、200年後にエルナン・コルテスが来るまでアステカ人と対立、競合していた。
タラスコ文明ははじめスペイン軍に征服され、次にその後について金をあさるスペイン人の掠奪を受け、数週間で崩壊したといわれる。その後、タラスコ族はメキシコ南西部のミチョアカンの山々に難を避けた。
スペイン人がメキシコを征服した10年後、フランシスコ会の宣教師バスコ・デ・キローガが、山に逃げ込んだタラスコ族の間で暮らし始めた。キローガはキリスト教を伝えるとともに、各地に町や村を建設し、芸術や工芸を復活させるための助力をしたといわれている。

## 生活
大半の農夫は主食となるトウモロコシを育てており、1人1日あたり1リットル程度の分量を小さなトルティーヤにして食べている。それ以外にトウガラシ・豆類・カボチャなどを栽培している。
タラスコの漁師はマツの木をくり抜いて作った丸木舟に乗り、マリポーサと呼ばれる口幅3mのタモ網を使って漁をする。獲れた魚はおかずになるほか、市場で換金される。
タラスコ族の中には雌ウシ数頭、ヒツジ1群、ニワトリ、ブタとたくさんの家畜を飼う余裕のある家族もいるが、大部分の家族は、数羽のニワトリとブタ1頭ぐらいしか飼えない。農作業のほとんどを共同で行うので、たいがいの村は何頭かのウマや雄ウシを飼い、耕作に使っている。

## 衣服
タラスコ族の衣服にはメスチーソとは違った特色がある。貧しい村では男女ともソンブレロをかぶり、毛織の肩掛けをまとっている。女は更にショール、刺繍したブラウス、濃青色か黒のスカートを着る。

## 工芸品
タラスコ族の工芸品は、メキシコ全土で名声を博している。パラチョ村のタラスコ族が作るギターは、メキシコシティやアメリカの他、ヨーロッパでも貴重品扱いを受けている。